# Власть, страсть и убийство
«Власть, страсть и убийство» (англ. Power, Passion and Murders, другие названия — Tales from the Hollywood Hills: Natica Jackson; Tales from the Hollywood Hills: A Table at Ciro’s; «Обречённая любовь») — американский телефильм, снятый для телесети PBS и основанный на рассказах «Натика Джексон» писателя Джона О’Хары и «Столик у Сайро» Бадда Шульберга.
Телефильм был впервые показан на экране как две серии из трехсерийной передачи «Сказки голливудских холмов», повествующей о 30-х годах, «Золотом веке» Голливуда. Первая серия была снята в жанре драмы, а вторая — комедии. Впоследствии эти две серии были смонтированы вместе и выпущены на видео под названием «Власть, страсть и убийство».

## Сюжет
Голливудская богиня Натика под чутким руководством своих агентов Морриса и Эрнестины кочует из одной картины в другую. Она устала от бесконечных съёмок, ревнует своих школьных подруг, которые давно вышли замуж, и хочет заняться своей личной жизнью. Случайно врезавшись в автомобиль химика, работающего на нефтяную компанию, она находит то, что ищет. Но есть одна проблема: Хэл Грехем женат и у него двое детей, и их роман обречен завершиться трагедией.

### В ролях
- Мишель Пфайффер — Натика Джексон
- Гектор Элизондо — Моррис Кинг
- Джордж Мёрдок — Бад Лоринг
- Холланд Тейлор — Эрнестина Кинг
- Брайан Монтгомери — солдат
- Дэвид Экройд — Реджинальд Бродерик
- Дж. Майкл Флинн — Алан Хилдред
- Брайан Кёрвин — Хэл Грехам
- Даррен МакГэвин — продюсер Натан
- Ким Майерс — Дженни Роббинс
- Стивен Бауер — Тони Монтойа
- Стэлла Стивенс — Мими Картерет
- Кеннет МакМиллан — Лью Картерет
- Лоис Чайльз — Лита Натан

## Столик у Сайро
На обеде у владельца студии Натана собираются актёры, способные на всё, чтобы попасть на экран: вышедшие в тираж знаменитости Мими и Лью, наивная инженю Дженни и самодовольный латиноамериканский красавец Тони Монтойа.

### В ролях
- Донна Мёрфи — певица Джун
- Кенни Вэнс — руководитель группы
- Лиза-Мари Собль — фотограф
- Шерилин Фенн — Бетти
- Энн Магнусон — Дарлин
- Нива Паттерсон — Карлотта Леви
- Эрл Боен — Андре Де Селко
- Даррен МакГэвин — продюсер Натан
- Ким Майерс — Дженни Роббинс
- Стивен Бауер — Тони Монтойа
- Стэлла Стивенс — Мими Картерет
- Кеннет МакМиллан — Лью Картерет
- Лоис Чайльз — Лита Натан

## Награды
В 1989 году сценарист Энди Уолк получил приз Американской гильдии киносценаристов как автор лучшего сценария эпизода антологии или единичной телепередачи за эпизод «Натика Джексон».

## Интересные факты
- В 1989 году вышли в эфир ещё три серии передачи «Сказки голливудских холмов».
- Актриса Донна Мёрфи сама исполнила все песни в телефильме.